# 石继民
石继民（？—1935年），又名海山。湖北阳新龙山（今属大冶）人。中华人民共和国政治人物。

## 生平
1922年，到武汉考入湖北省公立法政专门学校。1924年，回乡从事革命活动。同年加入中国共产党。1926年，任中共阳新县委委员，后相继任中共阳新县委组织部长、大冶中心县委宣传部长。1930年，任中共鄂东特委常委、宣传部长。1931年，任中共鄂东南道委常委兼组织部长、《鄂东南向导报》主编。1934年，调中共湘鄂赣省委工作。1935年，在鄂东南的战斗中阵亡。